# First Day of My Life (Melanie Chisholm-låt)
First Day of My Life (engelska: Första dagen av mitt liv) är en ballad som var den tredje singeln från den brittiska popsångerskan Melanie Chisholms studioalbum "Beautiful Intentions" från 2005. Den utkom i Tyskland, Österrike och Schweiz den 30 september 2005.
Senare släpptes den internationellt, och toppade listorna i Tyskland, Portugal, Schweiz, Spanien och sålde även 550 000 exemplar och belönades med platinaskiva i Tyskland, och guldskiva i Schweiz och Österrike. Låten blev Melanie Chisholms mest framgångsrika singel i Europa, och tillbringade två år i olika europeiska länder.
I september 2008 hade låten blivit den tredje mest nedladdade låten på Tysklands Itunes.

## Om låten
Låten skrevs av Guy Chambers och Enrique Iglesias och hade ursprungligen spelats in av den italienske tenoren Andrea Bocelli, med text på italienska som "Un Nuovo Giorno" (En ny dag) på albumet Andrea 2004, och han släppte den även på singel samma år. Låten låg ursprungligen inte på albumet "Beautiful Intentions", men togs med till återlanseringar i Tyskland, Schweiz, Österrike och flera andra av Europas länder. Efter stor framgång med singeln i Europa, spelade Melanie Chisholm in låten på franska (Je suis née pour toi — "Jag är född för dig"), för att marknadsföra singeln och albumet för den franska marknaden. "First Day of My Life" låg också på Melaine Chisholms fjärde album "This Time" som bonusspår för det italienska släppet.
Sången blev en av de största hitlåtarna i Europa 2005, men släpptes aldrig i Storbritannien som kommersiell singel, men låg som B-sida på en av de två brittiska CD-skivorna för singeln Carolyna. Låten nominerades också som "Årets singel" vid 2006 års ECHO Awards i Tyskland, men förlorade mot Hung Up med Madonna.
Den 15 september 2006 belönades "First Day of My Life" med platinaskiva i Tyskland, genom att sälja över 400 000 exemplar.
Låten tillbringade 76 veckor på den schweiziska singellistan, och gick in den 16 oktober 2005 på 15:e plats och lämnade listorna den 13 maj 2007 på 87:e plats. Den nådde topplaceringen 1 i två veckor under perioden 13-20 november 2005.

## Musikvideo
Musikvideon spelades in i Hannover, Tyskland den 26 augusti 2005. För att spela in videons huvudscener stängdes en upptagen genomfartsled i innerstaden känd som Raschplatzhochstrasse eller Raschplatz overpass (där man kan se Melanie Chisholm stå och sjunga ivideon) av den eftermiddagen.

## Listor
| Lista                       | Topplacering |
| --------------------------- | ------------ |
| Tyska Top 50-singlar        | 1            |
| Spanska Top 20-singlar      | 1            |
| Schweiziska Top 100-singlar | 1            |
| Österrikiska Top 75-singlar | 2            |
| Tjeckiska IFPI-listan       | 3            |
| Ryska Top 20                | 3            |
| Europeiska Top 100          | 6            |
| Norska singellistan         | 14           |
| Estniska singellistan       | 7            |
| Svenska Top 60-singlar      | 9            |
| Rumänska Top 100            | 37           |
| Franska singellistan        | 25           |
| Italienska singellistan     | 32           |
| Australiska singellistan    | 65           |

### Årsslutslistan
| Årsslutslista (2005) | Placering |
| -------------------- | --------- |
| Tyska singellistan   | 12        |

### Certifikat
| Land     | Certifikat | Försäljningar/Leveranser |
| -------- | ---------- | ------------------------ |
| Tyskland | Platina    | 300 000                  |

## Låtlistor och format
Dessa är formaten och låtlistorna för de store singelsläppen av "First Day of My Life".
- Europa, 3-spårig CD

1. "First Day of My Life" - 4:04
2. "First Day of My Life" (akustisk version) - 4:04
3. "Runaway" - 3:24

- Tyskland, 2-spårig CD

1. "First Day of My Life" - 4:04
2. "Runaway" - 3:24

- Tyskland, Maxi CD

1. "First Day of My Life" - 4:04
2. "First Day of My Life" (akustisk version) - 4:04
3. "Runaway" - 3:24
4. "First Day of My Life" (musikvideo) - 4:04

- Australien, Maxi CD

1. "First Day of My Life"
2. "First Day of My Life" (akustisk)
3. "Better Alone" (special Productions Re-work)
4. "Better Alone" (edit)
5. "Better Alone" (popmix)

- Frankrike, CD

1. "First Day of My Life" - 4:04
2. "First Day of My Life" (akustisk version) - 4:04

- Italien CD

1. "First Day of My Life" - 4:04
2. "First Day of My Life" (akustisk version) - 4:04
3. "Warrior" - 3:47
4. "First Day of My Life" (musikvideo) - 4:04